# Myśli i słowa (singel)
Myśli i słowa – drugi singel lubelskiego zespołu Bajm pochodzący z dziewiątego studyjnego albumu Myśli i słowa, wydany w 2003 roku.
Tekst utworu napisała Beata Kozidrak, a kompozytorką była Maria Dobrzańska. Piosenka była notowana na Liście Przebojów Programu Trzeciego, gdzie zajęła 26. miejsce oraz POPLiście (2. miejsce). Utwór znalazł się w ścieżce dźwiękowej filmu pt. Masz na imię Justine.

## Twórcy
- Wokal: Beata Kozidrak
- Chórki: Dorota Kopka-Broniarz, Ewelina Kordy, Joanna Olchowska
- Tekst i słowa: Beata Kozidrak
- Bas: Artur Daniewski
- Gitara: Adam Drath, Piotr Bielecki
- Fortepian: Maria Dobrzańska
- Muzyka: Adam Drath
- Perkusja: Krzysztof Nieścior[2]